# پادشاه آرتور (بازی ویدئویی)
پادشاه آرتور (انگلیسی: King Arthur: The Role-Playing Wargame) یک بازی ویدئویی تاکتیک هم‌زمان و نقش‌آفرینی است که توسط استودیوی نئوکور گیمز ساخته و به دست پارادوکس اینتراکتیو منتشر شده است.